# سایتس (کالیفرنیا)
سایتس (به انگلیسی: Sites) یک منطقهٔ مسکونی در ایالات متحده آمریکا است که در شهرستان کولوزا، کالیفرنیا قرار دارد.